# ひなたおさむ
ひなた おさむ（8月26日 - ）は、日本の歌手、ミュージカル俳優、声優。東京都出身。血液型A型。『BSおかあさんといっしょ』のうたのおにいさんを務めた。

## 経歴
1979年に竹宮惠子と増山法恵が企画・監修した『過ぎ行くときと友だち』というアルバムで4曲担当している。
1986年に企画アイドルグループ「美少年倶楽部」のメンバーとしてレコードデビュー。
大学時代には抜群の歌唱力だったために劇団四季から直々にスカウトされ、『オペラ座の怪人』や『ジョン万次郎の夢』などに出演していた。その後もミュージカル、オペラ、クラシックなどの世界で活躍した。
2001年に『BSおかあさんといっしょ』のうたのおにいさんのオーディションを受けて採用され、同番組に番組開始の2002年4月から番組終了の2010年3月まで8年間にわたり出演した。
2011年3月5日に自身のブログにて、3月28日から始まる『おかあさんといっしょ』の新人形劇『ポコポッテイト』にてメーコブ役の声優を担当することを公表した。うたのおにいさん（地上波・BSを問わず）が番組卒業後に人形劇のキャストとして出演するのは、これまでに前例はなく初のケースである。また、キャラクターイベント『ポコポッテイトがやってきた!!』には、顔出しでも出演していた。
2016年4月2日放送のファミリーコンサートをもって『ポコポッテイト』が放送終了。『おかあさんといっしょ』での通算出演期間は、13年に及んだ。人形劇が『ガラピコぷ〜』に替わった後も、イベントには引き続き出演している。

## 出演作品
- BSおかあさんといっしょ - うたのおにいさん（2002年4月 - 2010年3月）
- ポコポッテイト - メーコブの声（2011年3月28日 - 2016年4月2日）

### おかあさんといっしょ コンサート
| 公演           | タイトル                                                                         | 出演者（一部を除く） |
| -------------- | -------------------------------------------------------------------------------- | --- |
| 2002年         | 元気いっぱい!たまたまご                                                          | 杉田あきひろ、つのだりょうこ、佐藤弘道、タリキヨコ スプー、アネム、ズズ、ジャコビ ひなたおさむ、かまだみき、恵畑ゆう 小林よしひさ（大学時代、エキストラ出演） |
| 2002年         | ぐ〜チョコランタンとゆかいな仲間の大行進 〜ドーム・夢のわんパーク広場〜          | 坂田おさむ、瀧本瞳、松野ちか、輪島直幸 ミーオ、ダリオ、ひなたおさむ、かまだみき、恵畑ゆう スプー、アネム、ズズ、ジャコビ、どーもくん |
| 2002年         | バナナン島の大ぼうけん!                                                          | 杉田あきひろ、つのだりょうこ、佐藤弘道、タリキヨコ スプー、アネム、ズズ、ジャコビ ひなたおさむ、かまだみき、恵畑ゆう |
| 2003年         | BSおかあさんといっしょ ファミリーコンサート うたってあそぼう!イェーイェーイェー! | ひなたおさむ、かまだみき、恵畑ゆう、明羽美姫 スプー、アネム、ズズ、ジャコビ |
| 2005年         | 弘道おにいさんとあそぼ! 夢のビッグパレード ぐ〜チョコランタンとゆかいな仲間たち  | 佐藤弘道、今井ゆうぞう、はいだしょうこ、タリキヨコ スプー、アネム、ズズ、ジャコビ ひなたおさむ、かまだみき、恵畑ゆう 坂田おさむ、つのだりょうこ モリゾー、キッコロ |
| 2006年         | ぼよよ〜んととびだせ! コンサート                                                 | 今井ゆうぞう、はいだしょうこ、小林よしひさ、いとうまゆ スプー、アネム、ズズ、ジャコビ、ガタラット ひなたおさむ、かまだみき、恵畑ゆう |
| 2006年         | おいでよ! びっくりパーティーへ                                                   | 今井ゆうぞう、はいだしょうこ、小林よしひさ、いとうまゆ スプー、アネム、ズズ、ジャコビ ひなたおさむ、かまだみき、恵畑ゆう |
| 2007年         | ぐ〜チョコランタンとゆかいな仲間たち ふしぎな森へようこそ!                       | 今井ゆうぞう、はいだしょうこ、小林よしひさ、いとうまゆ スプー、アネム、ズズ、ジャコビ ひなたおさむ、かまだみき、恵畑ゆう |
| 2008年         | みんなおいでよ!うたのパレード                                                    | 今井ゆうぞう、はいだしょうこ、小林よしひさ、いとうまゆ スプー、アネム、ズズ、ジャコビ ひなたおさむ、かまだみき、恵畑ゆう |
| 2008年         | おまつりコンサートをすりかえろ!                                                  | 横山だいすけ、三谷たくみ、小林よしひさ、いとうまゆ スプー、アネム、ズズ、ジャコビ、ガタラット ひなたおさむ、かまだみき、恵畑ゆう |
| 2009年         | 星空のメリーゴーラウンド 〜50周年記念コンサート〜                                | 横山だいすけ、三谷たくみ、小林よしひさ、いとうまゆ ライゴー、スイリン、プゥート ひなたおさむ、かまだみき、恵畑ゆう スプー、アネム、ズズ、ジャコビ 眞理ヨシコ、田中星児 坂田おさむ、神崎ゆう子、速水けんたろう、茂森あゆみ 杉田あきひろ、今井ゆうぞう、はいだしょうこ 天野勝弘、佐藤弘道 じゃじゃまる、ぴっころ、ぽろり |
| 2010年         | 青空ワンダーランド                                                               | 横山だいすけ、三谷たくみ、小林よしひさ、いとうまゆ ライゴー、スイリン、プゥート ひなたおさむ、かまだみき、恵畑ゆう スプー、アネム、ズズ、ジャコビ |
| 2011年         | おいでよ!夢の遊園地                                                              | 横山だいすけ、三谷たくみ、小林よしひさ、いとうまゆ ライゴー、スイリン、プゥート ワンワン （VTR出演）ゆうくん ひなたおさむ、かまだみき スプー、アネム、ズズ、ジャコビ |
| ポコポッテイト |                                                                                  | |
| 2011年         | ぽていじまへようこそ!                                                            | 横山だいすけ、三谷たくみ、小林よしひさ、いとうまゆ ムテ吉、ミーニャ、メーコブ ララパ、ゾウガメのちょうろうさま アオアシカツオドリのゆうびんやさん |
| 2011年         | どうする!どうなる?ごちそうまつり                                                 | 横山だいすけ、三谷たくみ、小林よしひさ、いとうまゆ ムテ吉、ミーニャ、メーコブ |
| 2012年         | ぽていじま・わくわくマラソン!                                                    | 横山だいすけ、三谷たくみ、小林よしひさ、上原りさ ムテ吉、ミーニャ、メーコブ ララパ、ゾウガメのちょうろうさま アオアシカツオドリのゆうびんやさん マーモット3きょうだい |
| 2012年         | みんないっしょに!ファン ファン スマイル                                          | 横山だいすけ、三谷たくみ、小林よしひさ、上原りさ ムテ吉、ミーニャ、メーコブ ワンワン、パックン、リン、コロン 坂田おさむ、いとうまゆ、じゃじゃまる、ぴっころ、ぽろり |
| 2012年         | うたとダンスのくるくるしょうてんがい                                             | 横山だいすけ、三谷たくみ、小林よしひさ、上原りさ ムテ吉、ミーニャ、メーコブ |
| 2013年         | ふしぎ!ふしぎ!おもちゃのおいしゃさん                                             | 横山だいすけ、三谷たくみ、小林よしひさ、上原りさ ムテ吉、ミーニャ、メーコブ たいらいさお |
| 2013年         | みんないっしょに! 空までとどけ!みんなの想い!                                     | 横山だいすけ、三谷たくみ、小林よしひさ、上原りさ ムテ吉、ミーニャ、メーコブ ワンワン、ことちゃん、ゆうくん、コロ、バウ シュッシュ、ポッポ、なお （VTR出演）ララパ、うーたん、せいや、パンタン駅長 |
| 2013年         | いたずらたまごの大冒険!                                                          | 横山だいすけ、三谷たくみ、小林よしひさ、上原りさ ムテ吉、ミーニャ、メーコブ |
| 2014年         | 魔女がおじゃましま〜ジョ!                                                        | ワンワン、ムテ吉、ミーニャ、メーコブ シュッシュ、ポッポ、なお、せいや パックン、リン、コロン、エリック、BO、BEA コッシー、サボさん、オフロスキー、はいだしょうこ |
| 2014年         | もじもじやしきからの挑戦状                                                       | 横山だいすけ、三谷たくみ、小林よしひさ、上原りさ ムテ吉、ミーニャ、メーコブ |
| 2014年         | みんないっしょに! げんきいっぱい!ゴー!ゴー!ゴー!                                 | 横山だいすけ、三谷たくみ、小林よしひさ、上原りさ ムテ吉、ミーニャ、メーコブ、ワンワン シュッシュ、ポッポ、なお、せいや （VTR出演）パンタン駅長 |
| 2014年         | しゃぼんだまじょとないないランド                                                 | 横山だいすけ、三谷たくみ、小林よしひさ、上原りさ ムテ吉、ミーニャ、メーコブ |
| 2015年         | 春のプリンセスとおさむい将軍                                                     | ワンワン、ムテ吉、ミーニャ、メーコブ シュッシュ、ポッポ、なお、せいや オフロスキー、ニャンちゅう、ジャンジャン 坂田おさむ、はいだしょうこ |
| 2015年         | じゃがいも星人にあいたいな                                                       | 横山だいすけ、三谷たくみ、小林よしひさ、上原りさ ムテ吉、ミーニャ、メーコブ |
| 2015年         | みんないっしょに! 歌って遊んで 夢の大ぼうけん!                                   | 横山だいすけ、三谷たくみ、小林よしひさ、上原りさ ムテ吉、ミーニャ、メーコブ ワンワン、シュッシュ、ポッポ、なお、せいや |
| 2015年         | わくわく!ゆめのおしごとらんど                                                    | 横山だいすけ、三谷たくみ、小林よしひさ、上原りさ ムテ吉、ミーニャ、メーコブ |
| 2016年         | 真冬の大運動会                                                                   | ワンワン、ジャンジャン ムテ吉、ミーニャ、メーコブ シュッシュ、ポッポ、なお、せいや コッシー、サボさん、オフロスキー エリック、キコ、けっさくくん |
| 2016年         | 星で会いましょう! 〜出会えばみんなおともだち〜                                   | 横山だいすけ、小野あつこ、小林よしひさ、上原りさ チョロミー、ムームー、ガラピコ シュッシュ、ポッポ、なお、せいや ムテ吉、ミーニャ、メーコブ |
| 2019年         | ふしぎな汽車でいこう〜60周年記念コンサート〜                                     | 花田ゆういちろう、小野あつこ、福尾誠、秋元杏月 チョロミー、ムームー、ガラピコ 眞理ヨシコ、坂田おさむ、神崎ゆう子、速水けんたろう、茂森あゆみ 横山だいすけ、小林よしひさ、上原りさ じゃじゃまる、ぴっころ、ぽろり、スプー、ムテ吉、ミーニャ、メーコブ                                                                   |

## 同期
- かまだみき
- 恵畑ゆう